# 마니 (예언자)

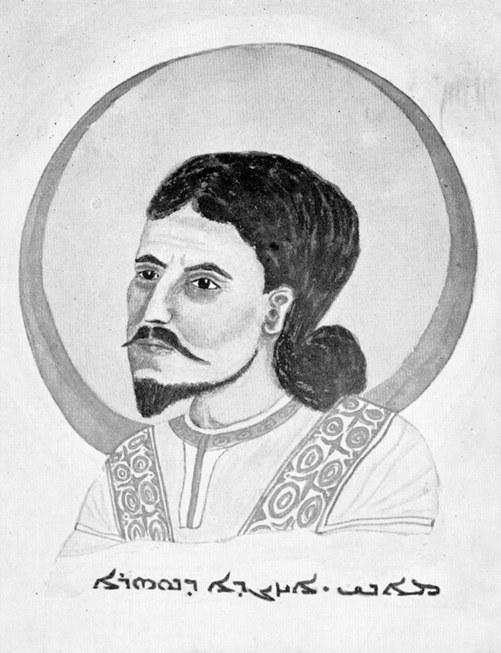
마니

마니 혹은 마네스(216년 ~ 274년 3월 2일, 중기 페르시아어와 시리아어: مانی Mānī 마니, 코이네 그리스어: Μάνης 마네스[*] 또는 Μανιχαίος 마니카이오스[*], 라틴어: Manes 마네스[*] 또는 Manichaeus 마니카이우스[*])는 페르시아의 예언자로 마니교의 창시자다. 마니교는 조로아스터교 · 기독교 · 불교의 요소가 결합한 고대 후기(2-8세기)의 영지주의 종교로 한때 크게 융성하였지만, 13세기 초반에 사멸되어 현전하지 않는다. 또한 기록조차도 남지 않아 현재로서는 마니교의 내용을 정확히 알 수 없다.
마니는 사산조 페르시아 제국(AD 226–640)의 아수리스탄 지방, 지금의 알마다인 또는 그 근처에서 태어났다. 마니가 태어날 당시 알마다인은 아직 파르티아 제국(BC 238 - AD 226)의 지배 하에 있었으며, 마니의 어머니는 파르티아 제국의 저명한 귀족 가문의 사람이었다. 마니의 주요 저작으로는 총 7권이 있지만 모두 단편만이 존재한다. 이 중에서 여섯 권은 시리아 아람어로 기록했다. 마지막 7권은 중기 페르시아어로 쓰였는데 사산조 페르시아 제국의 황제 샤푸르 1세(재위 241-272)에게 헌정했었다. 마니는 조로아스터교를 신봉한 바흐람 1세(재위 273-276)에 의해 마니교가 박해를 받을 때 감옥에 수감되었다가 수감된지 한 달이 지나지 않은 기원후 276년 또는 277년에 사망하였다. 마니교도들은 마니가 예수처럼 십자가형을 받고 사망하였다고 묘사하였다.

## 원천 자료
20세기까지 마니의 생애에 관한 충분히 신뢰할만한 자료가 없었다. 이븐 알나딤(Ibn al-Nadim)이 938년에 출판한 《피흐리스트(Fihrist · 목록)》에 담긴 마니의 생애에 관한 내용이나, 비루니(al-Biruni: 973-1048)의 주장이나, 《악타 아르켈라이(Acta Archelai)》와 같은 마니교를 반대하는 4세기 논쟁서들에 담긴 내용은 모두 전설이거나, 중상 비방이거나, 찬양 일변도로 치우쳐 있다. 이런 제약을 전제로 할 때, 이븐 알나딤(Ibn al-Nadim)의 《피흐리스트(Fihrist · 목록)》에 담긴 내용이 이들 문헌 가운데 가장 신뢰할만하고 상세한 설명으로 받아들이고 있다.
《피흐리스트(Fihrist · 목록)》에 담긴 내용 가운데 특기할만한 사항은 다음 두 가지다. 첫째, (신의) "세 번째 사자(Third Ambassador)"라는 표현을 사용하지 않지만, "좋은 소식을 전하는 사람 또는 사자"라는 뜻의 "바시르(bašīr)"라고만 언급하고 있다. 둘째, 이슬람교 전통의 다른 문헌들에서 자주 언급한 "화가 마니(Mani the Painter)"라는 토포스(topos)를 전혀 언급하지 않고 있다. 이는 《피흐리스트(Fihrist · 목록)》를 제외한 이슬람교 전통의 다른 문헌에서는 "화가 마니"라는 토포스가 "한 종교의 창시자"라는 토포스를 거의 완전히 대체한 것과는 뚜렷한 차이가 있는 부분이다.
1969년에 상(上)이집트에서 기원후 400년경의 저작인 고대 그리스어로 된 양피지 코덱스가 발견되었다. 이 코덱스는 현재 쾰른 대학교에서 소장하고 있는데 이 때문에 《쾰른 마니 코덱스(Codex Manichaicus Coloniensis)》라고 불리고 있다. 이 코덱스에는 마니의 종교적 생애와 영적 발전에 대한 성인(聖人) 전기(Hagiography)적인 설명과 마니의 종교적 가르침과 기타 그의 저작의 단편들이 결합되어 수록되어 있다.

## 같이 보기
- 만다야교

## 참고 문헌
- (영어) Asmussen, Jes Peter, comp., 《Manichaean Literature: Representative Texts, Chiefly from Middle Persian and Parthian Writings》, 1975, Scholars' Facsimiles & Reprints, ISBN 978-0-8201-1141-4.
- (독일어) Alexander Böhlig, "Manichäismus", 《Theologische Realenzyklopädie》 22 (1992), pp. 25–45.
- (영어) Amin Maalouf 저, Dorothy S. Blair 역. 《The Gardens of Light》 [Les Jardins de Lumière], 242쪽. (Interlink Publishing Group, New York, 2007). ISBN 1-56656-248-1- 마니의 생애와 가르침을 픽션화한 소설